# Symbiontida
Los simbióntidos (Symbiontida o Postgaardea) son un pequeño grupo de protozoos biflagelados marinos del filo Euglenozoa que se caracterizan por tener una relación simbiótica con bacterias epibiontes; de ahí el nombre Symbiontida. Se relaciona con otros euglenozoos por características ultraestructurales, por ejemplo, por la organización de las raíces flagelares. Habitan en medios con bajos niveles de oxígeno y sedimentos marinos anóxicos. Las comunidades de bacterias que habitan sobre la superficie (epibiontes) están asociadas a los simbióntidos y evolucionaron conjuntamente con ellos con integración metabólica. Las mitocondrias están modificadas y se sitúan inmediatamente debajo de la membrana plasmática.

## Géneros
Postgaardi es un biflagelado móvil que presenta dos largos flagelos que emergen de un bolsillo anterior. El cuerpo es de forma oval y mide unos 20 µm, mientras que los flagelos son 2,5 veces la longitud del cuerpo. La célula está cubierta por bacterias epibióticas dispuestas longitudinalmente. Comprende una sola especie, P. mariagerensis.
Calkinsia es un biflagelado marino. Posee un cuerpo alargado, rígido, de color dorado, terminado en una larga espina posterior. Presenta dos flagelos disimilares, uno corto y otro largo. El tamaño de la célula es de 40-50 um y el de los flagelos de 25-30 y 80 um, respectivamente. No son visibles orgánulos de ingestión al microscopio óptico. No presenta cloroplastos, la nutrición es saprofítica y es anaerobio facultativo. Se conoce una sola especie, C. aureus.
Bihospites  tiene un robusto aparato de alimentación en forma de C que rodea el núcleo. Se conoce la especie B. bacati.